# Château des Gadelles
Le château des Gadelles est un édifice situé dans la ville du Havre, dans la Seine-Maritime dans la Normandie.

## Situation
Le château se situe dans le bas de la rue Cochet, nommée en hommage à l’abbé Benoît-Désiré Cochet.

## Histoire
L'architecte parisien Pierre-Edouard Dumont se lance le défi de construire, en 1866, une demeure plus luxueuse que celle de la reine d'Espagne, Marie-Christine de Bourbon-Siciles. Pendant 20 ans, il va acheter une vingtaine de terrains sur les communes de Sanvic, Le Havre et Sainte-Adresse dont la sente des Gadelles, en bas du fort.
Ce n'est qu'en 1894 que la conciergerie et la bibliothèque sont terminées. 
En 1944, la porte d'entrée est détruite par les résistants afin de déloger une mitrailleuse allemande.
L'ensemble des éléments subsistants : la conciergerie-bibliothèque, l'ensemble des murs de clôture et de soutènement, les grilles et les escaliers sont inscrits au titre des monuments historiques par arrêté du 6 août 1997.

## Description
Le décor sculpté est d'inspiration Renaissance (colonnes à chapiteaux corinthiens surmontant des pilastres adossés, gargouilles, pots à feu, porte-drapeaux en ferronnerie, etc.). Les structures métalliques de la couverture sont de Gustave Eiffel. Le logis proprement dit ne sera jamais réalisé. L'édifice a été restauré en 1996.